# Жунёв, Александр Игоревич
Александр Игоревич Жунёв (10 мая 1984, Пермь — 9 августа 2018, поезд Москва — Пермь) — уличный художник из Перми. Широко известен в своём городе, наиболее известной работой долгое время был портрет Сергея Есенина на стене долгостроя по улице Куйбышева. Являлся создателем фестиваля стрит-арта «Экология пространства», проходившего в Перми и Пермском крае в 2012, 2013 и 2014 годах.

## Биография
Александр Жунёв родился и вырос в Перми. С 1991 по 1999 учился в средней школе № 83. После восьмого класса перешёл в гимназию № 69, которую закончил в 2001 году. В 2006 году закончил геологический факультет Пермского государственного университета по специальности «Динамическая геология и гидрогеология». Жунёв был вегетарианцем и негативно относился к курению и алкоголю. Был женат.
Скончался во сне от остановки сердца в ночь с 9 на 10 августа 2018 года, направляясь на поезде из Москвы в Пермь.

## Основные работы

### Портрет Сергея Есенина
В 2009 году Жунёв создал портрет Сергея Есенина высотой свыше 12 метров и площадью 160 кв. м. на долгострое на перекрёстке улиц Куйбышева и Луначарского в Перми. На здании, примыкающем слева от портрета, Жунёв поместил два первых четверостишия стихотворения «Не жалею, не зову, не плачу…», написанного Есениным в 1921 году. Справа была нарисована берёза. Создание композиции заняло 9 дней.

### Гагарин. Распятие

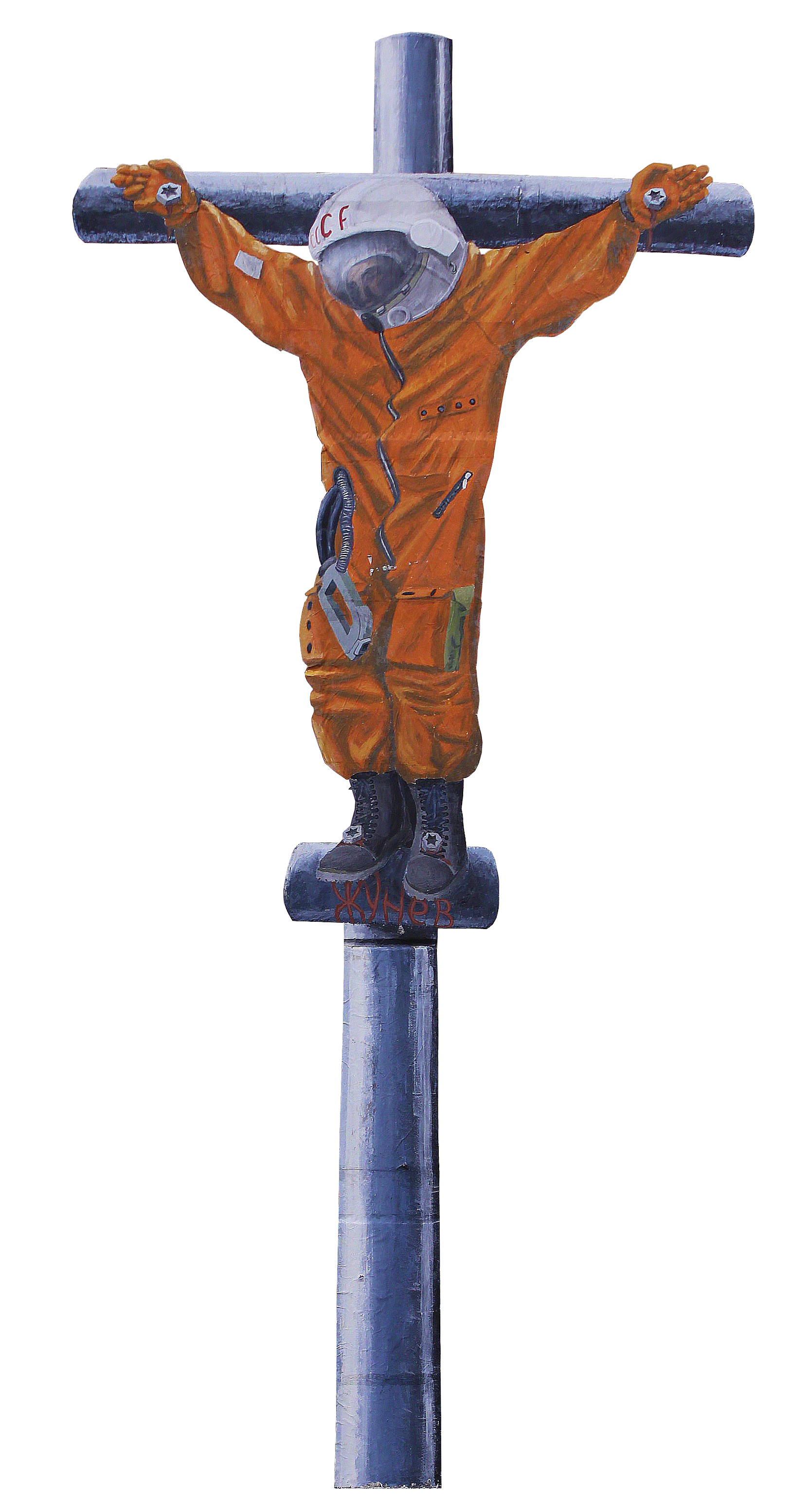
Гагарин. Распятие

Всероссийскую известность Жунёв получил после того как 12 апреля 2015 года, в День космонавтики, совпавший в тот год с Пасхой, разместил работу «Гагарин. Распятие» на перекрёстке улиц Советской и Куйбышева в Перми. На рисунке был изображён первый космонавт Юрий Гагарин, распятый на кресте.

Я бы не хотел называть это скандальным, потому, что мне, наоборот, хотелось в этот праздник, когда совпали и День космонавтики, и Пасха, когда люди радуются, попытаться примирить разные сферы. Туда попали как раз и наука, которую представляет Гагарин, и религия с этим распятием, и ещё в том числе искусство, методами которого я это реализовал.

На следующий день работа «Гагарин. Распятие» была уничтожена по заявлению депутата Пермской городской думы, заммэра Перми Юрия Уткина — наклеенный рисунок соскоблили болгаркой, а через некоторое время закрасили всю стену, хаотично расписанную «тегами».
Инцидент с публикацией рисунка «Гагарин. Распятие» и его уничтожением вызвал бурную дискуссию. Александр разрешил свободно использовать его работу:

Многие пишут, что с удовольствием напечатали бы картинку «Гагарин. Распятие» на футболку. Участники обсуждений предлагают, как этот рисунок может служить для оперативного благоустройства грязных стен (подробности в предыдущей записи). В общем, назрела необходимость сделать какой-то исходник-эскиз для печати и свободного использования.

### Великий Космонавт
В мае 2015 года по мотивам «Гагарин. Распятие», Жунёв написал на холсте картину «Великий Космонавт» по заказу пермского предпринимателя и инвестора Дмитрия Сутормина.
В июле 2015 года Жунев прокомментировал сюжет «Великого Космонавта» на своей странице в социальной сети «ВКонтакте»:

В верхней части картины даже видны те же самые бетонные плиты фасада, но к нижней части они плавно превращаются в инопланетный пейзаж, куда прилетел наш космонавт с Земли. Видимо, как и наш Иисус, по прилёту он начал рассказывать странные вещи про мироустройство, за что его и распяли вместе с другими местными «преступниками».

## Награды и премии
- За работу «Гагарин. Распятие», 2-е место, Альтернативная премия современного активистского искусства — 2015[9].

## Память
Министерство образования и науки Пермского края поддержало высказанную друзьями и близкими Александра Жунёва идею обустройства в центре Перми сквера его памяти как площадки не только для отдыха, но и для воплощения дизайнерских идей другими людьми — о чём при жизни мечтал художник.

## Галерея

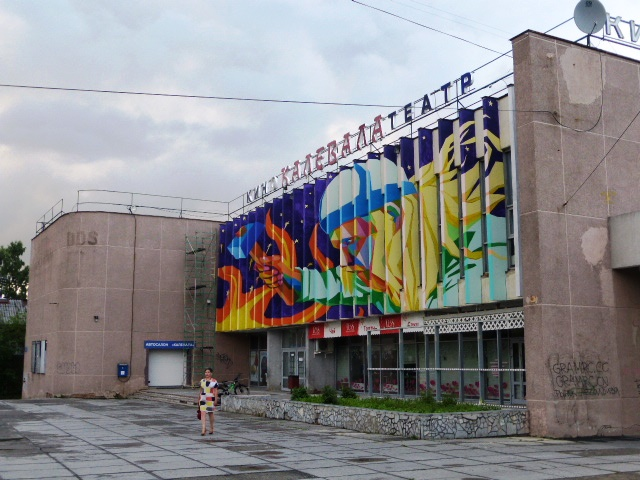
Граффити на кинотеатре «Калевала» в Петрозаводске
«Горький-Пешков», фестиваль «Место», Нижний Новгород, 2017